# Nicolaus Johannis
Nicolaus Johannis (* Ende des 15. Jahrhunderts in Hadersleben; † 15. November 1558 in Flensburg) war ein Flensburger Pastor und Propst im Sundewitt.

## Leben und Wirken
Johannis könnte sich 1506 für ein Studium an der Universität Rostock eingeschrieben haben. Im Jahr 1513 trat er in die Heilige Leichnamsgilde ein, die einen Altar in der St.-Marien-Kirche in Flensburg hatte. Zu dieser Zeit war er Rektor der Schule des Kirchspiels. Offensichtlich wurde er noch vor der Einführung der Reformation Vikar des Gildealtars und erhielt bis Lebensende dessen Einnahmen. Der letzte katholische Kirchherr von St. Marien stimmte zu, ihn in den Kaland aufzunehmen.
Mitte der 1520er Jahre wandte Johannis sich Martin Luthers Lehre zu und bemühte sich, den evangelischen Glauben zu verbreiten. Seine Einsetzung als Pastor der Marienkirche dürfte auf Prinz Christian III. zurückzuführen sein. Unklar ist, wann Johannis erstmals als lutherischer Pastor predigte. Dem Kirchenbuch der Marienkirche ist zu entnehmen, dass dies am 1. Adventssonntag des Jahres 1526 stattfand. Andere Quellen schreiben jedoch, dass Gerd Slewert an diesem Tag als erster lutherischer Pastor Flensburgs zunächst an der Nikolaikirche und an den Sonntagen danach in der Marienkirche und der Johanniskirche gepredigt habe. Danach hätte Johannis das Amt an der Marienkirche erst 1527 übernommen.
Christian III. übertrug in den Folgejahren lutherischen Geistlichen des Herzogtums Schleswig, in dem mit Gottschalk von Ahlefeldt noch bis 1542 ein katholischer Bischof residierte, wichtige Visitationen. 1538 holte er die bedeutendsten Persönlichkeiten nach Gottorf, so auch Slewert und Johannis. Slewert wurde dort zum Propst der Ämter Flensburg und Tondern ernannt. Johannis sollte die Geistlichen und die Kirchgüter der Ämter Sonderburg und Norburg beaufsichtigen.
Am 1. April 1540 wurde Johannis zum Superintendenten oder Propst ernannt. Sein Visitationsbereich umfasste auch die Ämter Alsen und Ærø, die historisch gewachsen zum Bistum Odense gehörten. Der dänische Reichsrat und Adel von Fünen legte daher Widerspruch gegen Johannis ein. Darauf wurde sein Wirkungsbereich nach wenigen Wochen auf den Bereich des Sundewitt reduziert. Ab 1541 übernahm er gemeinsam mit den Kirchherren von St. Nikolai und St. Johannis die Visitation der zwei noch existierenden Feldklöster Lügumkloster und Rudekloster. Aufgrund seiner Verdienste um die Restauration der Kirche ließ ihm der König ab 1550 jährlich Korn aus seiner Mühle liefern.

## Familie
Johannis war verheiratet mit Anna Laurentii, die 1564 noch lebte. Das Ehepaar hatte wahrscheinlich mehrere Söhne und Töchter. Der Sohn Nicolaus Theophilus kam 1541 in Flensburg zur Welt. Eine Tochter unbekannten Namens heiratete den Pastoren Johannes Berndes. Eine weitere namentlich nicht bekannte Tochter heiratete Georg Schröder (Sartorius) (6. Juli 1592), Rektor der Kirchspielschule von St. Marien in Flensburg und danach Pastor in Feldstedt.